# Östra Hisings härad
Östra Hisings härad var Västergötlands västligaste härad på sydöstra Hisingen och ingick i dåvarande Göteborgs och Bohus län.  Häradets areal uppgick 1889 till 7 804 tunnland. Tingsställe var tidigt Lundby i Lundby socken (före 1698) och Brännö i Styrsö socken i Askims härad (fram till omkring 1730) och från 1698 i Kärra i Säve socken i Västra Hisings härad. Från 1827 var tingsstället Bärby i Säve socken för att 1888 flytta till Göteborg.

## Namnet
Ortnamnet skrevs på 1200-talet HÍsing. Det anses vara avlett av stammen hiʹs med betydelsen "klyva", "skära av" eller "skilja" och tros syfta på "den från fastlandet avskurna ön". (Se vidare Hisingen.)

## Socknar
- Lundby uppgick 1906 i Göteborgs stad
- Tuve uppgick 1967 i Göteborgs stad

## Geografi
Östra Hising gränsade till häraderna Västra Hising, Askim och Sävedal samt Göteborgs stad.
Gränsen mot öster utgörs av Kvilleån som rinner ut i Göta älv strax öster om Ramberget och Keillers park. Centralt i häradet, nära gränsen mellan dess båda socknar samt Västra Hisings härad (Björlanda socken) finns Bjurslättsberget omgivet av S. A. Hedlunds park, (Slätta damm) och Hisingsparken, Göteborgs till ytan största parkområde.
Naturligt har häradet varit fattigt på skog. Där det nu är bostadskvarter, industriområden och köpcentra, var det förr bördig jordbruksmark. Stadsdelsnämndsområdet Biskopsgården har namn efter ett gammalt hemman, likaså primärområdena Brämaregården, Kvillebäcken, Tolered, Sannegården och Länsmansgården.
På 1200-talet anlades Lindholmens borg. Senare sätesgårdar var Lindholmens säteri (Lundby socken), Lindholmens herrgård (Lundby), Sannegårdens säteri (Lundby) och Stora Holms säteri (Tuve).
På Lindholmens säteris mark startade Theodor Wilhelm Tranchell Lindholmens varv 1844. 1841 hade Alexander Keiller d.ä. (1804-1874) grundat Alex. Keiller & Co, sedermera Göteborgs Mekaniska Verkstad AB (Götaverken).
Vid Kvillebäcken i Lundby socken fanns ett gästgiveri.

## Historia
Området erövrades från Norge samtidigt som de s.k. Utlanden söder om älven erövrades från Danmark vid mitten av 1200-talet. Innan dess ingick det i Hisings skeppsreda (norska skipreide) och var en del av Älvsyssel. Under namnet Svenska Hisingen ingick socknarna Lundby och Tuve i Sävedals härad till 1622. Mellan 1623 och 1679 ingick Svenska Hisingen i Askims härad innan Östra Hising blev egen härad 1680.
Efter erövringen blev Svenska Hisingen som del av Sävedals härad en del av Lung bo, ett av de åtta bon Västergötland var indelat i under 1200-talet. Säte var Lungs kungsgård i Longs socken  i Barne härad / Vara kommun.
1612, under Kalmarkriget, blev Sävedals härad besatt av danska trupper. Vid freden i Knäred 1613 blev Sävedal ett av de västgötska härader som pantsattes i krigsskadestånd till Danmark i Älvsborgs andra lösen. 1619 löstes panten.
På 1670-talet bröts Nya Älvsborgs slottsförsamling ut ur Lundby, för att 1872 åter införlivas. 1968 överfördes Aspholmarna, där Nya Älvsborgs fästning hade anlagts 1650 till Älvsborgs församling söder om Göta älv.
När Lundby 1906 införlivades med Göteborgs stad, fortsatte Tuve att ensamt utgöra Östra Hisings härad, tills även Tuve inkorporerades med Göteborg 1967. 
1603–1611 anlades staden som kallats Karl IX:s Göteborg vid Färjestaden/Färjenäs i Sannegården. 1891–1905 utgjorde större delen av dåvarande Lundby landskommun ett municipalsamhälle.

## Län, fögderier, domsagor, tingslag och tingsrätter
Häradet hör sedan 1998 till Västra Götalands län, innan dess från 1680 till Göteborgs och Bohus län, före 1700 benämnd Bohus län. Kyrkligt tillhör församlingarna Göteborgs stift
Häradets socknar hörde till följande fögderier:
- 1686-1739 Askims, Sävedals och Öatra Hisings fögderi
- 1740-1917, 1946-1966 Göteborgs fögderi
- 1918-1945 Inlands fögderi

Häradets socknar tillhörde följande domsagor, tingslag och tingsrätter:
- 1681-1823 Askims och Östra Hisings tingslag i
  - 1681-1685 Askims och Östra Hisings häraders domsaga
  - 1686-1823 Askims, Östra Hisings, Västra Hisings, Inlands Södre och Torpe häraders domsaga med
- 1824-1887 Västra och Östra Hisings tingslag i
  - 1824-1856 Askims, Östra Hisings, Västra Hisings, Inlands Södre och Torpe häraders domsaga
  - 1857-1869 Askims, Östra Hisings och Västra Hisings häraders domsaga
  - 1870-1887 Askim, Västra och Östra Hising samt Sävedals domsaga
- 1888-1954 Askims, Hisings och Sävedals tingslag i Askims, Hisings samt Sävedals domsaga
- 1955-1966 Hisings, Sävedals och Kungälvs tingslag i Hisings, Sävedals och Kungälvs domsaga

- 1971- Göteborgs tingsrätt med dess domsaga

### Webbkällor
- Nordisk Familjebok, Uggleupplagan, Stockholm 1904-1926
- Nationalencyklopedin
- Riksarkivet: Nationell ArkivDatabas (NAD)
- Riksarkivet: Svensk arkivinformation (SVAR)
- Riksantikvarieämbetet: FMIS Fornsök
- Carlotta - en databas med stadsbilder och kortfattade fakta från Göteborgs stadsmuseum
- Göteborgs stad Lundby
- Nationella arkivdatabasen för uppgifter om fögderier, domsagor, tingslag och tingsrätter